# Ahn Ji-ho
Ahn Ji-ho (kor. 안지호; ur. 5 stycznia 2004) – południowokoreański aktor.

## Kariera
Ahn Ji-ho zadebiutował jako aktor w 2014 roku, gdy wystąpił w filmie Drawing, Spring.

## Filmografia

### Filmy
| Rok  | Tytuł                              | Rola           | Źr.   |
| ---- | ---------------------------------- | -------------- | ----- |
| 2016 | Vanishing Time: A Boy Who Returned | Sang-cheol     | [ 3 ] |
| 2018 | A Boy and Sungreen                 | Bo Hee         | [ 3 ] |
| 2019 | Wurijip                            | Chan           | [ 4 ] |
| 2023 | Rebound                            | Jeong Jin-wook | [ 5 ] |
| 2024 | Walker                             | Hoon           | [ 6 ] |

### Seriale
| Rok  | Tytuł                 | Rola          | Źr.    |
| ---- | --------------------- | ------------- | ------ |
| 2014 | Drawing, Spring       |               | [ 2 ]  |
| 2020 | Nobody Knows          | Go Eun Ho     | [ 7 ]  |
| 2022 | All of Us Are Dead    | Kim Cheol-soo | [ 8 ]  |
| 2023 | Potwór z Gyeongseongu | Park Beom-o   | [ 9 ]  |
| 2024 | Begins Youth          | Jeong Ho-su   | [ 10 ] |

## Nagrody i nominacje
| Rok  | Nagroda                         | Kategoria              | Rezultat | Źr.    |
| ---- | ------------------------------- | ---------------------- | -------- | ------ |
| 2018 | Seoul Independent Film Festival | Independent Star Award | Wygrana  | [ 11 ] |
| 2020 | SBS Drama Awards                | Best Young Actor       | Wygrana  | [ 12 ] |